# Zöldi István
Zöldi István (Monor, 1938. március 10. –) magyar filmrendező, operatőr.

## Életpályája
Szülei Zöldi Sándor és Thamm Mária (1906–1990) voltak. 1957–1961 között a Színház- és Filmművészeti Főiskola operatőr szakos hallgatója volt. 1961-től a Magyar Híradó- és Dokumentumfilmgyár operatőre, Mészáros Márta és Kis József filmjeiben. 1968-ban Vietnámban, Laoszban, a Szovjetunióban, Közép-Ázsiában készített dokumentumfilmeket. Magyarországon néprajzi, népművészeti, képzőművészeti, környezetvédelmi és tájfilmeket fényképezett. 1979 óta rendező, a Movi népszerű-tudományos filmeket készítő stúdiójában. 1995 óta saját stúdiójában készít dokumentum- és természetfilmeket.

## Magánélete
1962-ben házasságot kötött Holényi Etelkával. Két gyermekük született: Péter (1968) és Ágnes (1974).

## Filmjei
- Ősz (1961)
- Cigányok (1962)
- Találkozás (1963)
- A festők városa (1964)
- Kastélyok lakói (1966)
- Illetlen fotók (1970)
- A Hortobágy (1975)
- A csallóközi aranyász (1979)
- Cirill és Method (1979)
- Lélek és szellem (1979)
- Konvertibilitás (1980)
- Lakásmegoldást keresünk… (1981)
- Dunai aranymosás (1982)
- A fehérjeforrások növelésének lehetőségei (1982)
- Díszítőművészet (1984)
- A nemzet könyvtára (1985)
- Az utolsó műszak (1988)
- Úton (1988)
- A gyulai tűsgát (1989)
- Bűvös vadász (1994)
- Számvetés (1995)
- Bordal (1996)
- A sínek munkásai (1997)
- Vasúti variációk (1998)
- Vasutas variációk (1998)
- Tűvel festett világ (1998)
- Asztali praktikák (1998)
- Földönjáró borászok (1999)
- Természetjárás a múltban (2000)
- Kitüntetett borászok (2001)
- Bulgárok, kertészek (2001)
- Ablak a természetre (2002)
- Kis-Balaton (2003)
- Hegyaljai újrakezdés (2003)

## Díjai, elismerései
- Balázs Béla-díj (1973)
- az ostravai környezetvédelmi fesztivál nagydíja (1986)